# Muscolo aritenoideo trasverso
Il muscolo aritenoideo trasverso è un muscolo impari e intrinseco della laringe.

## Posizione e forma
Il muscolo è parzialmente coperto posteriormente dai muscoli aritenoidei obliqui ed è teso fra i margini laterali delle cartilagini aritenoidi.
È l'unico muscolo laringeo impari.

## Vascolarizzazione ed innervazione
Il muscolo è irrorato dagli stessi vasi che vascolarizzano la laringe quindi: arteria laringea superiore, arteria larginea inferiore e arteria cricoidea (rami delle arterie tiroidee superiore ed inferiore).
Il muscolo aritenoideo trasverso è innervato dal nervo laringeo inferiore, ramo del nervo vago.

## Azione
Il muscolo avvicina fra loro le cartilagini aritenoidi e la porzione intercartilaginea della rima glottidea.